# 10185 Gaudi
10185 Gaudi è un asteroide della fascia principale. Scoperto nel 1996, presenta un'orbita caratterizzata da un semiasse maggiore pari a 2,5971544 UA e da un'eccentricità di 0,2167732, inclinata di 4,45491° rispetto all'eclittica.
L'asteroide è dedicato all'architetto spagnolo Antoni Gaudí.